# Южакова, Елизавета Николаевна
Елизавета Николаевна Южакова (1851 — 1883) — российская революционерка.

## Биография
Родилась 25 января 1851 года в Херсонской губернии в семье генерал-лейтенанта Николая Антоновича Южакова. Получила домашнее образование. В 1869—1871 годах жила за границей, училась в Цюрихе на естественном факультете. Там она сблизилась с революционером Каспаром Турским и принимала участие в предпринятой им попытке освобождения Сергея Нечаева в Цюрихе. В 1872—1875 годах повторно была за границей, в Швейцарии и Франции. Примкнула к числу лиц, входивших в «Общество народного освобождения» («якобинцы»). Вернувшись в Россию, Южакова поселилась в Одессе, где вела революционную работу, участвовала в кружке «башенцев» наряду с известными революционерами Григорием Попко, Иннокентием Волошенко. Хорошо разбиралась в типографском деле. В 1875 году отпечатала в типографии Евгения Заславского воззвание, которое Попко расклеил по Одессе. Была близка к членам кружка Ивана Ковальского и Сергея Чубарова. Совместно с Галиной Чернявской и Николаем Виташевским Южакова образовала в Одессе «якобинский» кружок.
Участвовала в сербо-турецкой и русско-турецкой войне (после возвращения из Швейцарии, в госпитале под Жмеринкой) сестрой милосердия. В 1877—1878 годах жила в Швейцарии, в Женеве, участвовала в печатании журнала «Набат». В 1879 году продолжала вести революционную работу в Одессе. Согласно показаниям арестованного Абрама Фихтенгольца, Южакова заведовала тайной типографией и носила кличку «Барыня». В мае 1879 года участвовала в создании подкопа под казначейство в Херсоне. 11 декабря 1879 года была арестована по обвинению в принадлежности к преступному сообществу и сообщничестве лицам, произведшим похищение денежных средств.
Суд проходил 10—15 января 1880 года. Одесский военный окружной суд признал Южакову виновной и приговорил к лишению всех прав состояния и ссылке в каторжные работы сроком на 15 лет с ходатайством суда о замене последних на поселение в Сибири. 17 января 1880 года по конфирмации одесского генерал-губернатора ходатайство было удовлетворено.
Вторично был осуждена Одесским военным окружным судом под делу кружка, в который входили также Меер Геллис, Николай Властопуло и ряд других. 26 марта Южакова была признана виновной по обвинении в членстве в противозаконном сообществе. Постановлением суда Южаковой был оставлен в силе прежний приговор от 14 января 1880 года. 1 апреля 1880 года приговор был утверждён.
Первоначально отбывала наказание в Балаганске Иркутской губернии, в конце февраля 1881 года переехала в село Малышевское около Балаганска. 2 марта 1881 года бежала с поселения вместе с Игнатием Бачиным. Разыскивалась по циркуляру Департамента полиции от 19 мая 1881 года, арестована в ночь с 28 на 29 мая в Иркутске, где проживала по поддельным документам, вместе с Бачиным. С 30 мая содержалась в Иркутской тюрьме, осуждена за побег к 6 месяцам тюремного заключения. В тюремном замке 19 декабря 1881 года родила дочь Наталью, от Игнатия Бачина, с которым сошлась во время побега. Вышла из тюрьмы 19 июня 1882 года. Во время отбытия заключения помогла в побеге революционеркам Елизавете Ковальской и Софии Богомолец, за что была привлечена к дознанию.
14 июля 1882 года вместе с дочерью выслана в Иркутск, 18 июля вместе с Бачиным была отправлена в Кусаган-Ыальский наслег (якут. Куһаҕан-Ыал нэһилиэгэ) Якутской области. 4 января 1883 года, по официальной версии, была задушена Бачиным из ревности в припадке психоза, после чего тот отравился.